# Ganggrab von Saltoftevænge
Das Ganggrab von Saltoftevænge (Jættestue ved Saltoftevænge auch Svebølle Jættestue 1 oder Rugtved genannt) liegt in einem 2,0 m hohen Rundhügel mit etwa 22,0 m Durchmesser am Saltoftevænge (Straße) südlich von Svebølle, östlich von Kalundborg auf der dänischen Insel Seeland. Das Ganggrab stammt aus der Jungsteinzeit etwa 3500–2800 v. Chr. und ist eine Megalithanlage der Trichterbecherkultur (TBK).
Die 1899 und 2008 restaurierte Kammer des Ganggrabes besteht aus 14 Tragsteinen, drei Decksteinen, einem Schwellenstein und gut erhaltenem Trockenmauerwerk. Der Gang besteht aus 16 Trag- und fünf Decksteinen.
Die Anlage wurde 1885 von dem Lehrer und Amateurarchäologen Ludvig Zinck (nicht der gleichnamige Komponist) untersucht, der mehrere Vorzeitdenkmäler ausgrub. Zinck arbeitete mit dem Nationalmuseum zusammen und notierte und zeichnete seine Beobachtungen gründlich auf.
Etwa 35 m entfernt liegt das Ganggrab Svebølle Jættestue 2 oder Svebøllegavn, in einem 1,8 m hohen und 21,0 × 14,0 m messenden Hügel. Im Osten des Ortes liegen weitere Megalithanlagen und neun mittelgroße Findlinge.